# Telmatoscopus thompsoni
Telmatoscopus thompsoni és una espècie d'insecte dípter pertanyent a la família dels psicòdids que es troba a les Grans Antilles: l'illa de la Hispaniola.